# 華沙蘇聯軍人公墓
華沙蘇聯軍人公墓（波蘭語：Cmentarz Mauzoleum Żołnierzy Radzieckich) 是位於波兰华沙莫科图夫区的一座苏联红军士兵墓地，该墓地建于1949-1950年，裡面埋葬著21,000多名在与纳粹德国作战中阵亡的苏联红军士兵。它是波兰境內最大的苏联軍人公墓。 墓地內有社會主義現實主義風格的建筑。
2010年，墓地遭到破坏，一些雕塑的底部被喷上涂鸦。2017年3月，墓地再次被人破坏。2017年9月，墓地內的雕塑的基座再次遭到破坏。